# Эддо-Элефант (национальный парк)
Эддо-Элефант (англ. Addo Elephant National Park) — национальный парк в Восточно-Капской провинции ЮАР. Один из 20 национальных парков ЮАР и третий по величине после национального парка Крюгера и Кгалагади. Ближайший город — Порт-Элизабет.

## История
Первоначальная часть парка была основана в 1931 году благодаря усилиям Сиднея Скайфа, чтобы обеспечить убежище для одиннадцати оставшихся в этом районе слонов. Парк оказался очень успешным, и в настоящее время в нём обитает более 600 слонов и большое количество других млекопитающих.

### Расширение парка
Позже первоначальный парк был расширен за счёт природного заповедника Вуди-Кейп, который простирается от устья реки Сандейс в сторону Александрии, и морского заповедника, который включает острова Санта-Крус и Берд в бухте Альгоа, которые являются местом размножения олуш и пингвинов, не говоря уже о большое разнообразие других морских обитателей. На острове Берд проживает самая большая в мире гнездовая колония олуш рода Morus (около 120 000 птиц), а также находится вторая по величине гнездовая колония африканских пингвинов, крупнейшая гнездовая колония — на острове Санта-Крус. Морские ареалы являются частью плана по расширению национального парка Эддо-Элефант площадью 1 640 км² до национального парка Большой Эддо-Элефант площадью 3 600 км².
Расширенный парк включает пять из семи основных зон растительности (биомов) Южной Африки, и единственный парк в мире, в котором размещается африканская «большая семерка» (саванный слон, носорог, лев, буйвол и африканский леопард, южный гладкий кит и белая акула) в их естественной среде обитания.

## Флора и фауна

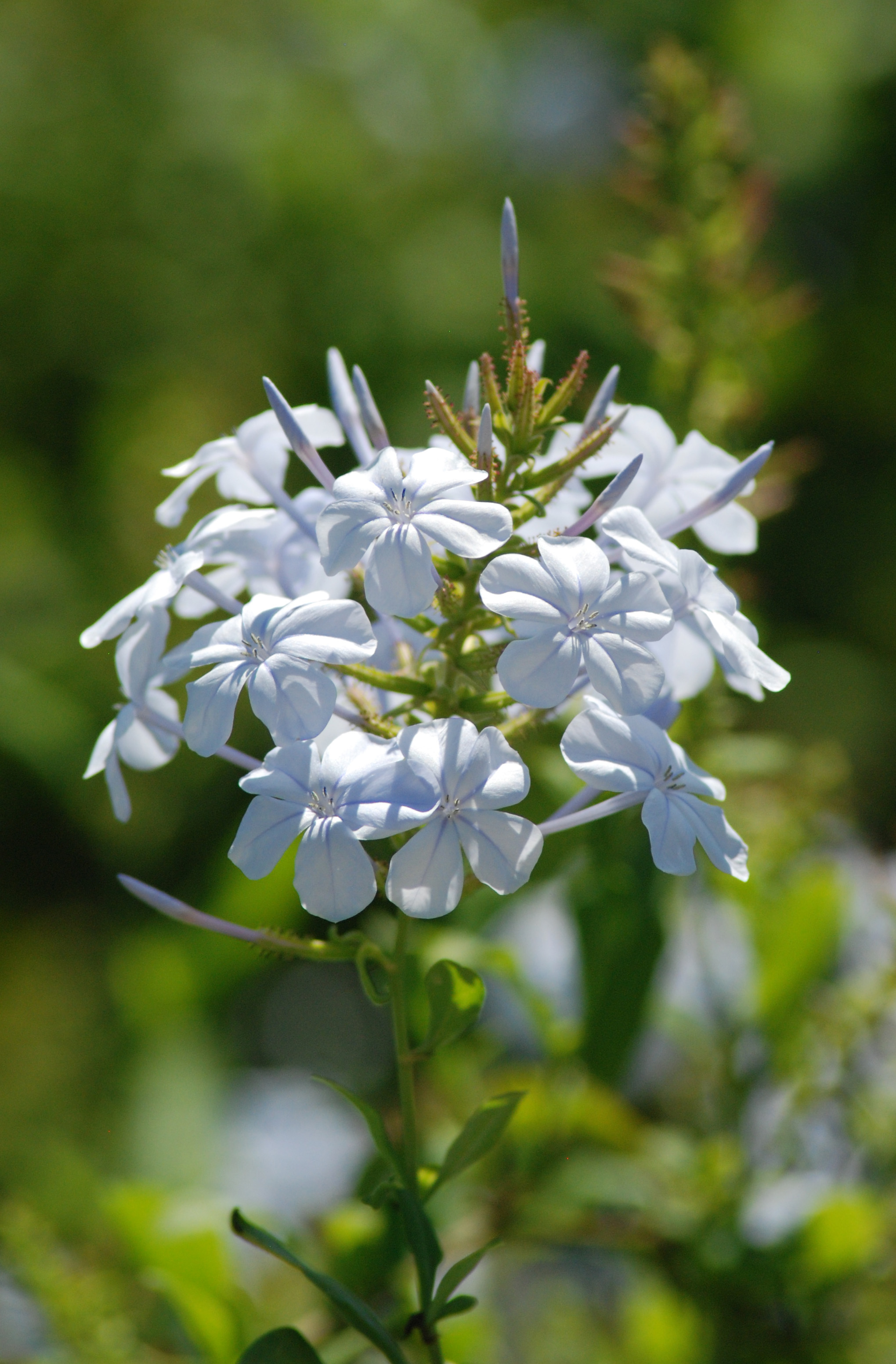
Plumbago auriculata

Флора в пределах парка весьма разнообразна и, как и все растения, является центральным фактором существующей экологической системы. Некоторые виды редких и эндемичных растений, в частности суккулентные кустарники и геофиты, произрастают в южноафриканском регионе, входящем в Эддо-Элефант. Однако многие виды находятся под давлением окружающей среды и находятся на грани возможного исчезновения.
В парке обитает более 600 слонов, 400 капских буйволов, более 48 находящихся под угрозой исчезновения восточных чёрных носорогов (Diceros bicornis michaeli), а также различные виды антилоп. Кроме этого, в этот район были вновь завезены лев и пятнистая гиена.

## Экология
Две основные экологические проблемы, с которыми сталкивается парк — это вымирание и перенаселение, которые взаимосвязаны. Поскольку первоначальная миссия парка Эддо-Элефант заключалась в том, чтобы повторно ввести в среду некоторых крупную травоядную фауну, таких как африканский слон и чёрный носорог, основные экологические усилия были предприняты для сохранения видов млекопитающих. Однако из-за игнорирования других участников этой экологической цепочки, некоторые виды растений стали подвергаться чрезмерному выпасу и вытаптыванию, в основном слонами. Перевыпас и вытаптывание не только уничтожают значительную часть растительности, но также заставляют её адаптировать физиологию к стрессам, которые не присущи её эволюционному процессу. Некоторые биологи утверждают, что флоре угрожает не только избыток травоядных, но и ряд других экологических факторов, включая распространение семян и круговорот питательных веществ. До 77 видов эндемичных растений Южной Африки были внесены в список «уязвимых для вытаптывания слонами».

## Морской заповедник
С парком ассоциированы Морской охраняемый район национального парка Эддо-Элефант и Морской охраняемый район острова Берд.

## Туризм
В 2018 году было зафиксировано самое большое количество посетителей за предыдущую историю парка, начиная с 1931 года. В период с 1 апреля 2017 года по 31 марта 2018 года парк посетили 305 510 человек (по сравнению с 265 585 в предыдущем 2017 году). Иностранные туристы составили 55 % от этого числа, главным образом из Германии, Нидерландов и Великобритании.
Туристическая инфраструктура парка включает основной лагерь с бассейном, рестораном, подсвеченный водяной колодец, различные жилые помещения, четыре других лагеря отдыха и четыре лагеря, которыми управляют концессионеры. Главный вход, а также две извилистые туристические дороги в парке засыпаны гудроном, а остальные засыпаны гравием. Есть также дополнительная подъездная дорога через южный блок парка, питающая шоссе N 2 около Колчестера; он соединяется с существующими туристическими дорогами в парке.

## Галерея

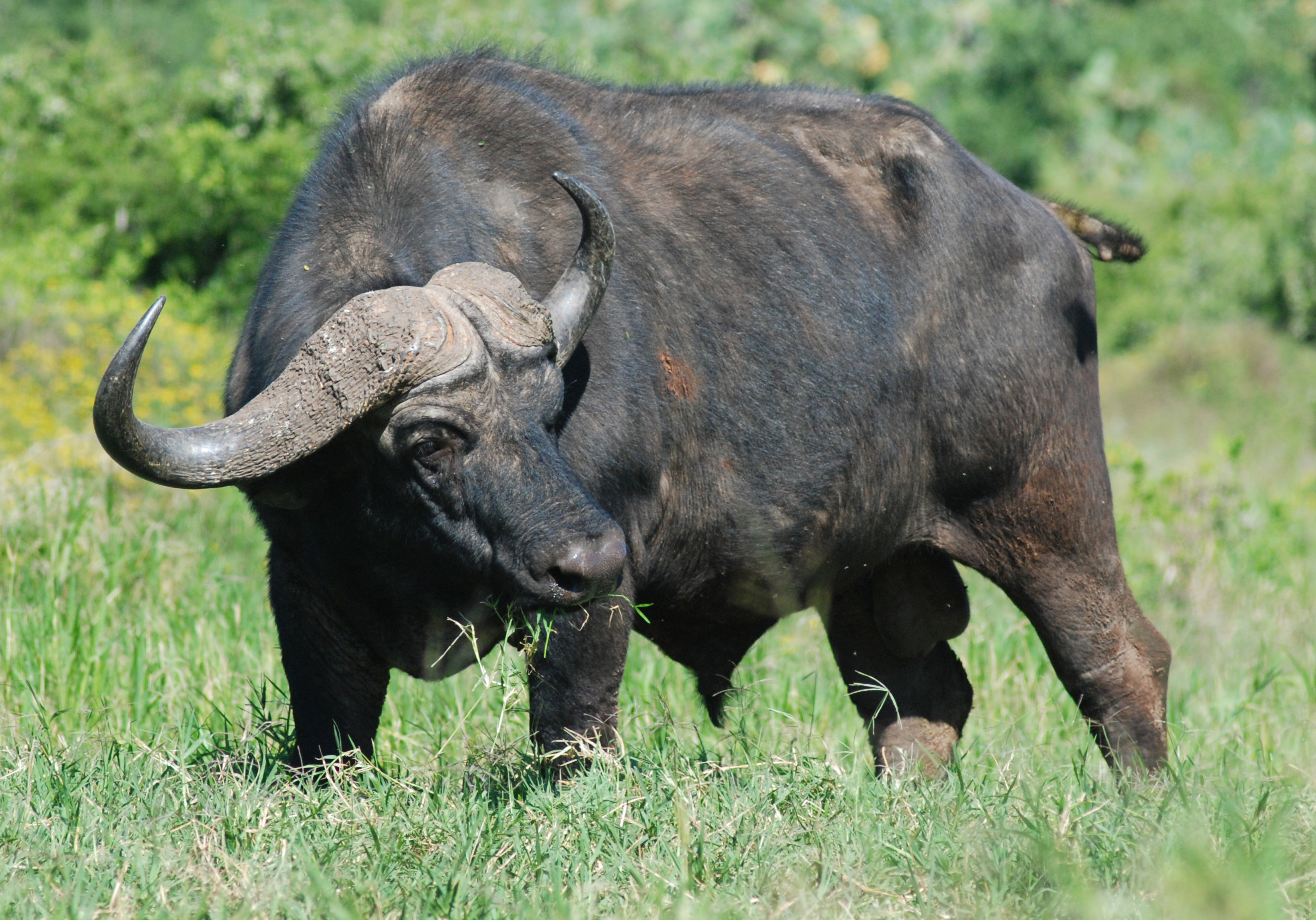
Капский буйвол
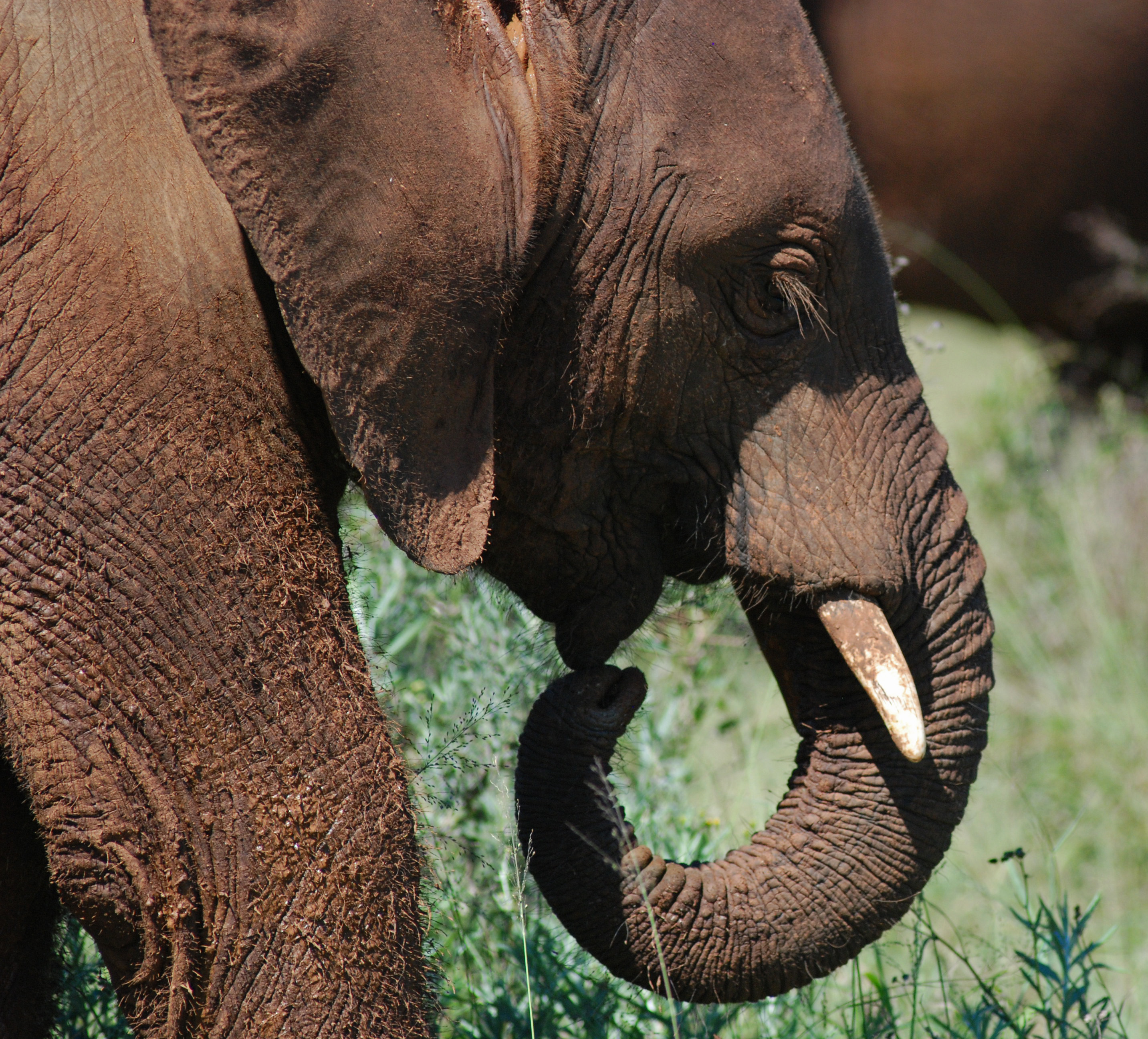
Молодой саванный слон
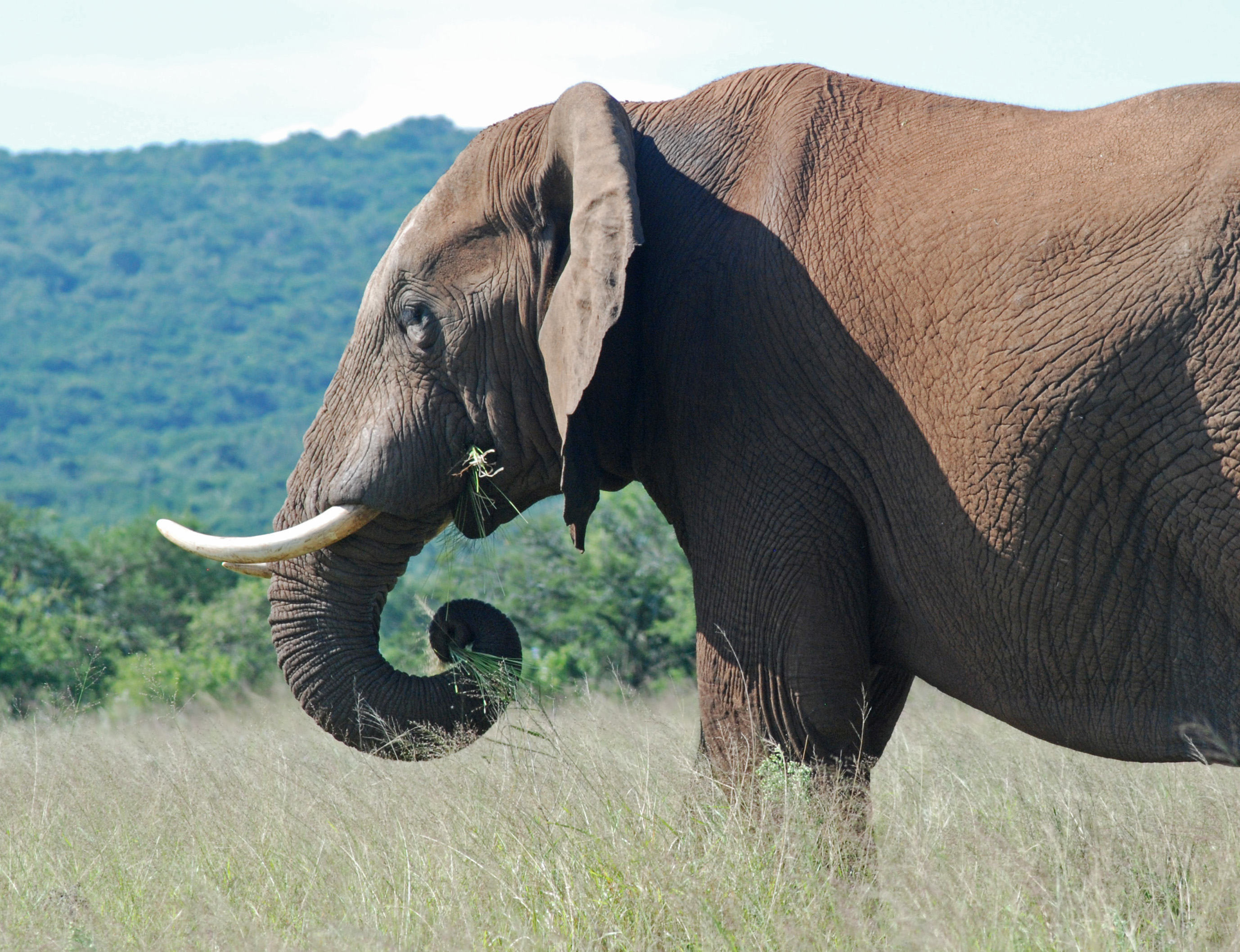
Пасущийся слон
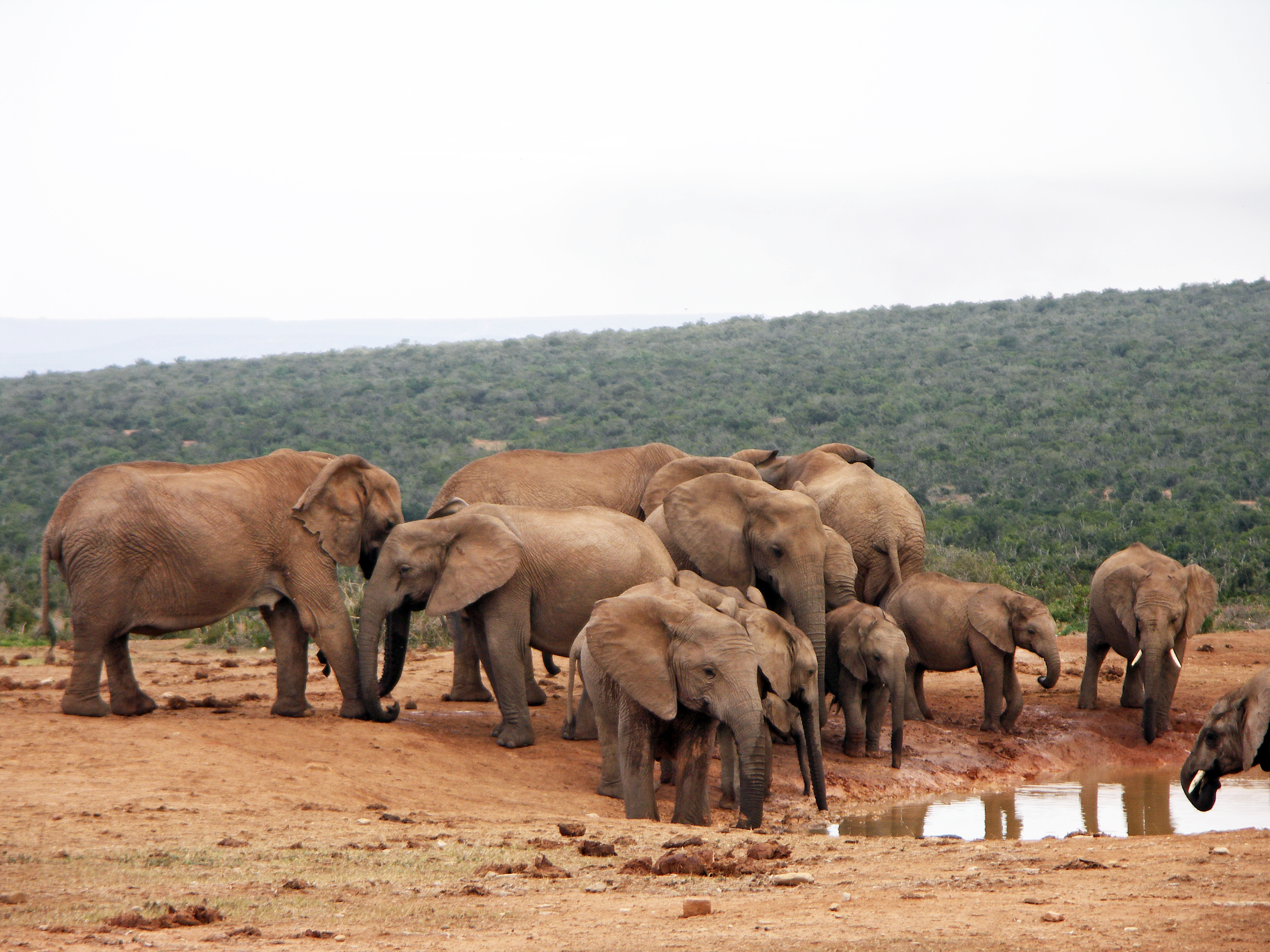
Стадо слонов на водопое

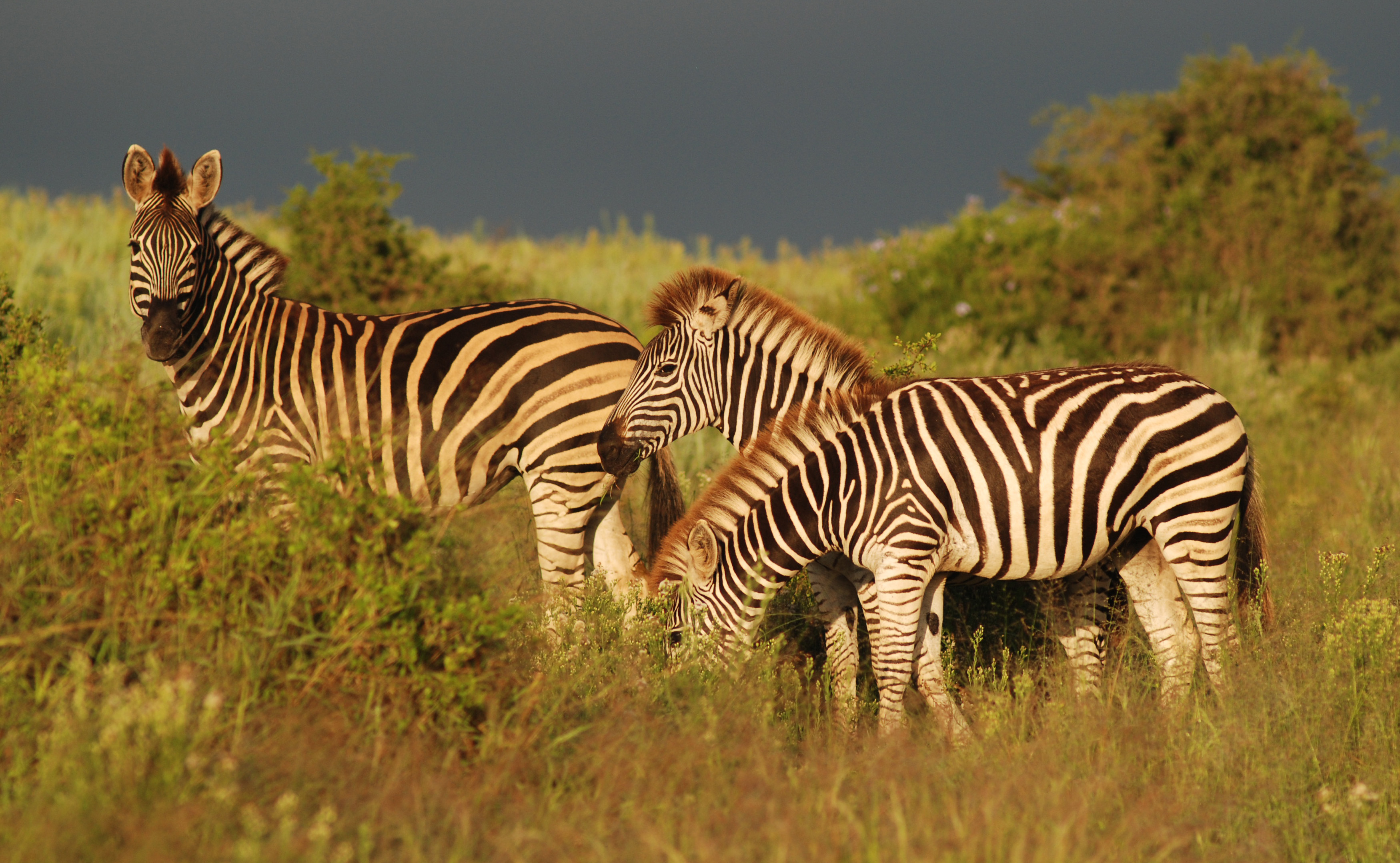
Взрослая зебра с жеребятами
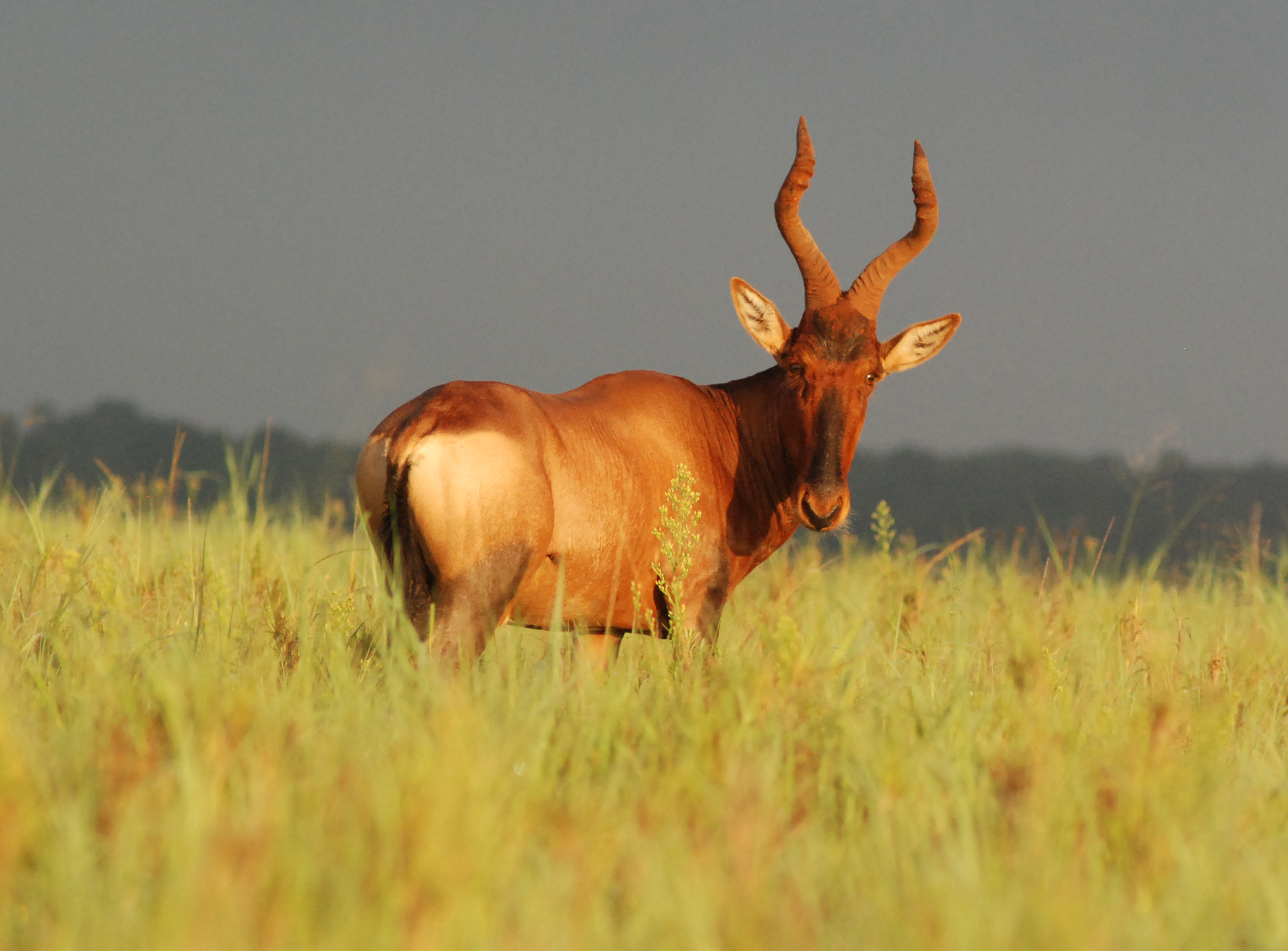
Каама
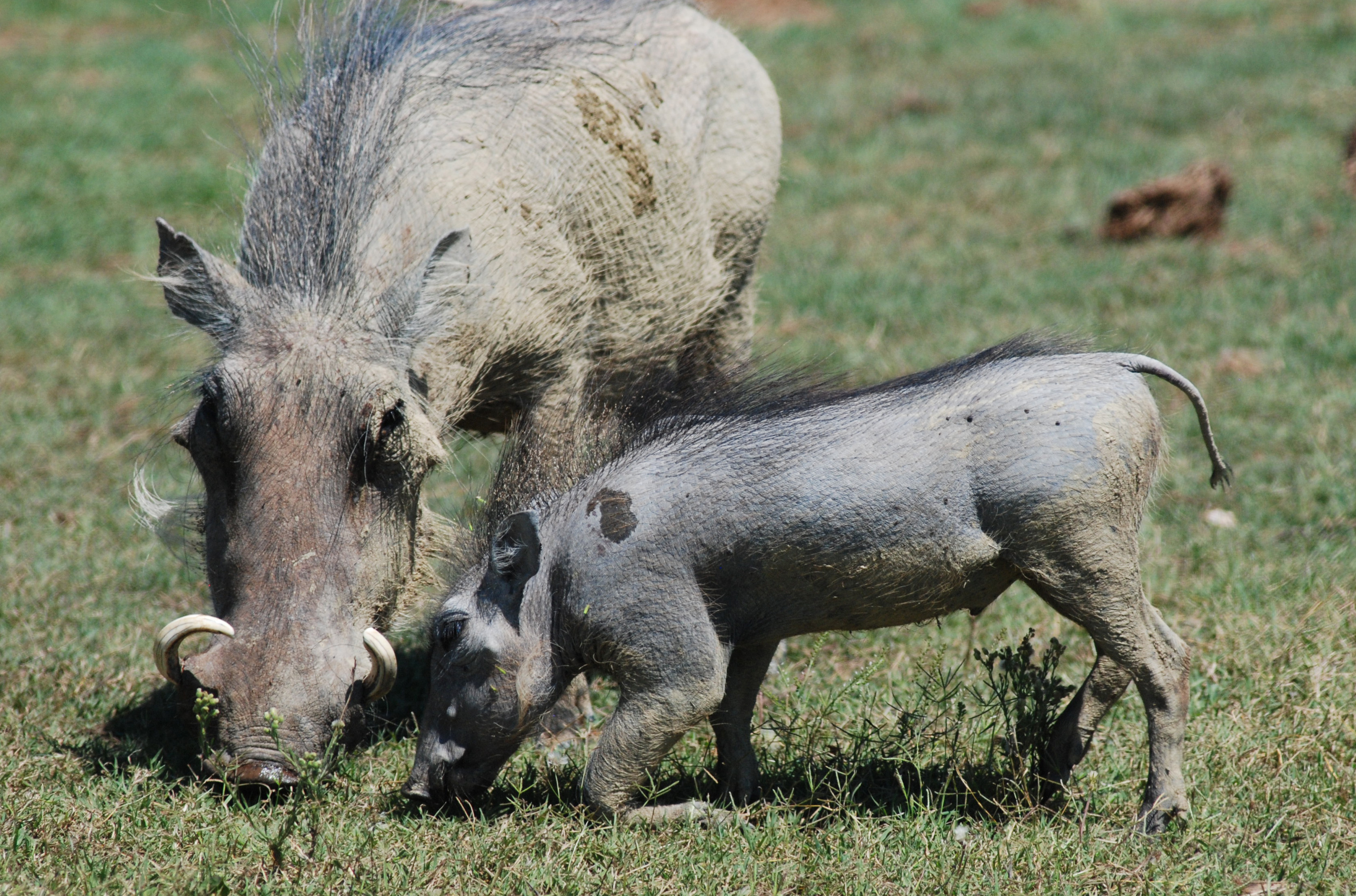
Самка бородавочника с поросёнком
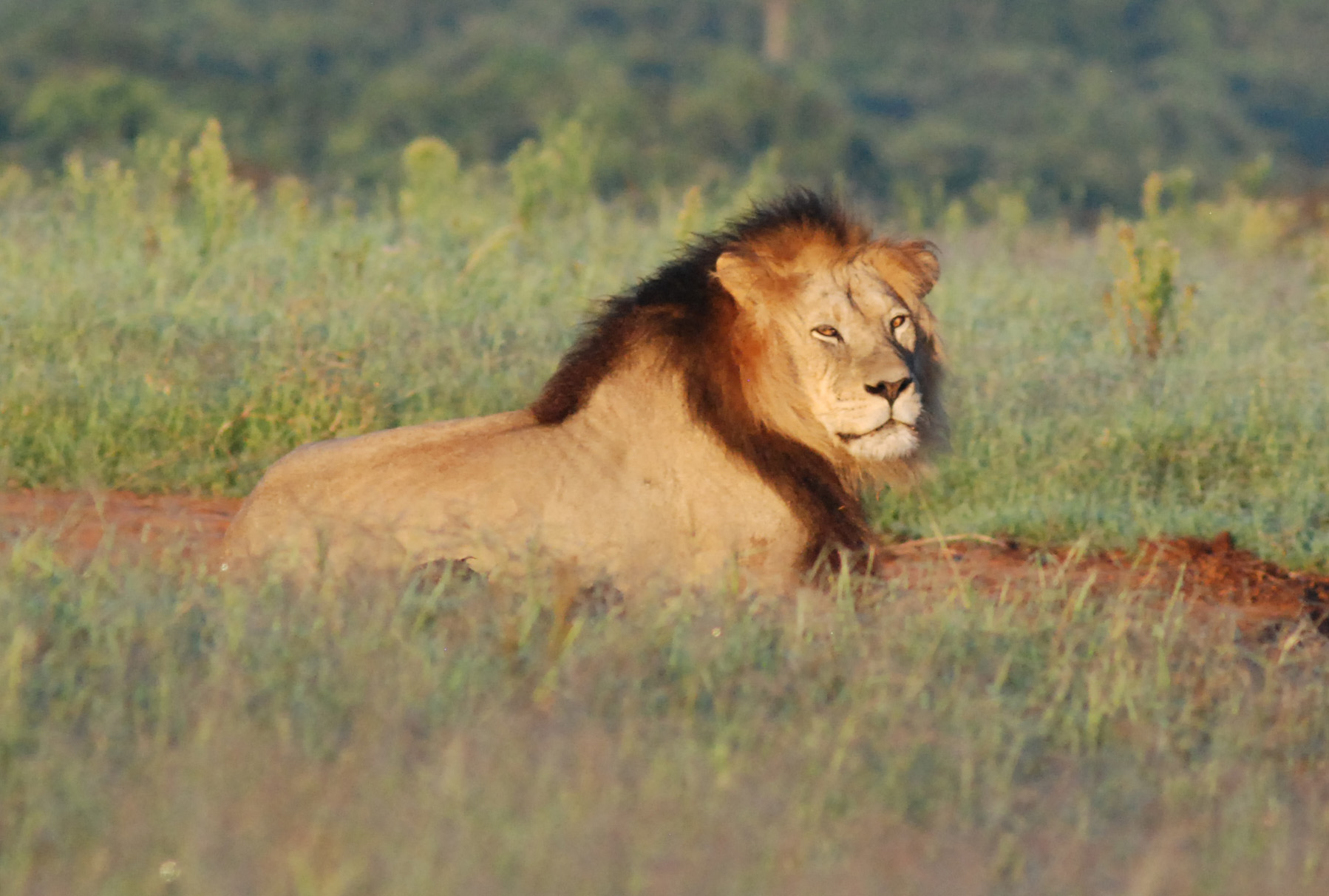
Лев